# Kurt Mollekens

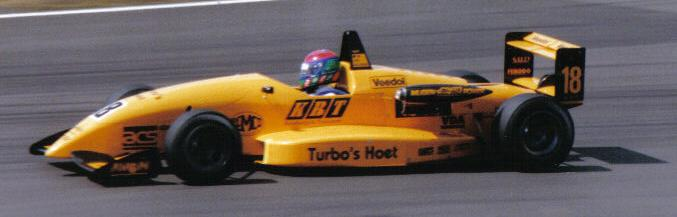
Kurt Mollekens 1995 in der britischen Formel-3-Meisterschaft

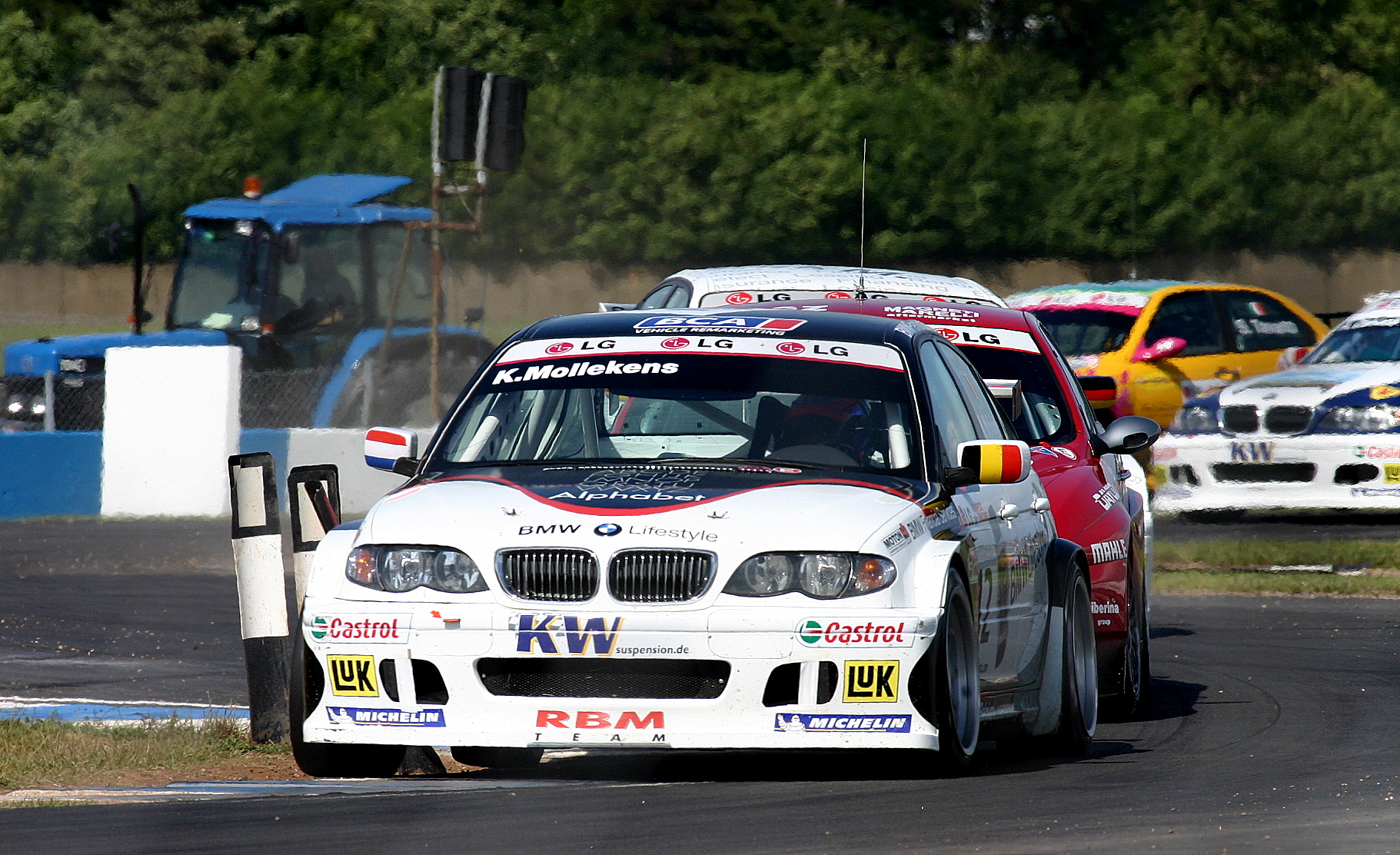
Kurt Mollekens im BMW 320i bei einem Rennen der Tourenwagen-Europameisterschaft 2004 im Donington Park

Kurt Mollekens (* 8. März 1973 in Bonheiden) ist ein ehemaliger belgischer Autorennfahrer und Rennstallbesitzer.

## Karriere als Rennfahrer
Kurt Mollekens debütierte 1990 im Kartsport und blieb dort bis 1992, als er in die Formel Ford umstieg. Sein Debütjahr in dieser Rennformel war erfolgreich, er gewann die Titel der Benelux-Formel Ford-Meisterschaft, sowie der niederländischen und belgischen Formel-Ford-Meisterschaft. Er war auch in der britischen Formel-Ford-Saison 1993 erfolgreich, was ihm den Aufstieg in die Formula Opel Euroseries (1994) und die britische Formel-3-Meisterschaft (1995) ermöglichte. In Letzterer blieb er 1996 und gewann das internationale Formel-3-Rennen in Zandvoort. 1997 stieg er in die Internationale Formel-3000-Meisterschaft ein und verbrachte dort zwei Jahre bei dem ihm gehörenden Keerbergs Transport Racing Team. 1999 führte er das Team weiter, ohne selbst zu fahren, und startete stattdessen für Peugeot in der belgischen Pro Car Series.
Er blieb bis 2001 Eigentümer seines Formel-3000-Teams und kehrte nach einer Fahrerpause im Jahr 2000 als Teilnehmer an einigen Rennen der FIA-GT-Meisterschaft 2001 und 2002 zurück. Die größten Erfolge gelangen Kurt Mollekens beim 24-Stunden-Rennen von Spa-Francorchamps, das er zweimal gewinnen konnte, 2000 gemeinsam mit Frédéric Bouvy und Didier Defourny auf einem Peugeot 306 GTi sowie 2009 mit Anthony Kumpen, Mike Hezemans und Jos Menten im Chevrolet Corvette C6.R.

## Rennstallbesitzer
1997 wurde Kurt Mollekens Miteigentümer des 1978 von seinem Vater Prosper Mollekens gegründeten Keerbergs Transport Racing Teams. Das Team startete einige Jahre in der Internationalen Formel-3000-Meisterschaft. 2002 verließ es die Formel 3000 und wechselte zur weniger bekannten World Series von Nissan und später zur World Series von Renault, an der es bis 2008 teilnahm.